# Albert Bahhuth
Albert Matta Bahhuth (sinh ngày 6 tháng 10 năm 1956) là một giám mục người Liban thuộc Giáo hội Công giáo, ông được bổ nhiệm chức giám mục phụ tá đại diện Tổng giáo phận Los Angeles vào năm 2023.

## Tiểu sử

### Đầu đời
Bahhuth sinh ra ở Beirut, Liban vào ngày 6 tháng 10 năm 1956, là con út trong gia đình có 7 người con. Mặc dù ông được rửa tội và nhận các bí tích khác trong Giáo hội Công giáo Hy Lạp Melkite, nhưng gia đình ông đặc biệt không coi trọng việc thực hành đức tin, ông sinh trưởng trong "môi trường nhiều Tin lành hơn Công giáo", vì ông theo học tại một trường do Giáo hội Báp-tít quản lý.
Khi Bahhuth 19 tuổi thì Nội chiến Liban xảy ra, ông cho biết "Gia đình tôi sinh sống ở Đông Beirut, phần lớn theo Kitô hữu, và tôi đến trường ở Tây Beirut, phần lớn là người Hồi giáo. Chuyến băng qua thành phố rất nguy hiểm vì bạn có thể bị giết do nhầm tôn giáo". Cuộc xung đột buộc Bahhuth di cư sang Hoa Kỳ để tiếp tục việc học, vì bị gián đoạn do tình trạng bất ổn.
Ông hoàn thành bằng cử nhân về kỹ thuật hóa học từ Đại học Missouri tại Rolla, đạt bằng thạc sĩ và tiến sĩ cùng lĩnh vực từ Đại học Mississippi. Do không tìm được công việc trong lĩnh vực kỹ thuật hóa học, Bahhuth dạy kỹ thuật một thời gian ngắn tại Đại học Wyoming trước khi chuyển đến Nam California vào năm 1984 và làm việc trong ngành bán lẻ và thức ăn nhanh, sở hữu hai nhà hàng Subway nhượng quyền kinh doanh.
Bahhuth được một người bạn gợi ý ông đến nhà thờ, việc mà ông chưa từng thực hiện khi còn nhỏ. Ông bắt đầu tham dự Thánh lễ tại nhà thờ Thánh John Vianney ở Hacienda Heights và cuối cùng nghỉ việc kinh doanh một năm và hoạt động cùng một nhóm nhà truyền giáo tại Nhà thờ Thăng Thiên ở Nam Los Angeles nơi David G. O'Connell là mục sư. Ông vào Chủng viện Thánh Gioan năm 1991, chuyển sang Giáo hội Latinh vào tháng 11 năm 1993 rồi được thụ phong vào ngày 1 tháng 6 năm 1996, tại Nhà thờ Thánh Giuise Công nhân ở Canoga Park bởi Hồng y Roger Mahony.

### Tư tế
Nhiệm vụ đầu tiên của Bahhuth là cha xứ tại Nhà thờ Thánh Grêgôriô Cả ở Whittier, California, và giữ chức mục sư đầu tiên tại Nhà thờ Thánh Finbar ở Burbank. Năm 2015, ông trở thành Tổng Đại diện và Điều hành Giáo triều của Tổng giáo phận Los Angeles, năm 2017 được phong tước Cha tuyên úy của Đức Giáo hoàng và ban tước hiệu Đức ông. Năm 2021, ông được bổ nhiệm chức mục sư của Nhà thờ Thánh Gia ở Nam Pasadena. Ông còn phục vụ trong ban quản trị của Chủng viện Thánh Gioan.

### Giám mục
Vào ngày 18 tháng 7 năm 2023, Giáo hoàng Phanxicô đã bổ nhiệm Bahhuth chức giám mục phụ tá của Tổng giáo phận Los Angeles và giám mục hiệu tòa của Vadesi. Tổng giám mục José Horacio Gómez tôn phong Bahhuth với tư cách giám mục vào ngày 26 tháng 9 năm 2023, tại Nhà thờ chính tòa Los Angeles.